# Millerton (Pensilvania)
Millerton es un lugar designado por el censo ubicado en el condado de Tioga en el estado estadounidense de Pensilvania. En el Censo de 2010 tenía una población de 315 habitantes y una densidad poblacional de 230,27 personas por km².

## Geografía
Millerton se encuentra ubicado en las coordenadas 41°59′12″N 76°56′23″O / 41.98667, -76.93972. Según la Oficina del Censo de los Estados Unidos, Millerton tiene una superficie total de 2.2 km², de la cual 2.2 km² corresponden a tierra firme y (0%) 0 km² es agua.

## Demografía
Según el censo de 2010, había 315 personas residiendo en Millerton. La densidad de población era de 230,27 hab./km². De los 315 habitantes, Millerton estaba compuesto por el 97.46% blancos, el 0.63% eran afroamericanos, el 0% eran amerindios, el 0.63% eran asiáticos, el 0% eran isleños del Pacífico, el 0% eran de otras razas y el 1.59% pertenecían a dos o más razas. Del total de la población el 0% eran hispanos o latinos de cualquier raza.